# 1,3-nonanodiol
El 1,3-nonanodiol es un diol de fórmula molecular C9H20O2. Es isómero de posición del 1,2-nonanodiol pero, a diferencia de este, no es un diol vecinal, ya que los dos grupos funcionales hidroxilo no están unidos a átomos de carbono adyacentes. Es una molécula quiral dado que el átomo de carbono de la posición 3 es asimétrico. 

## Propiedades físicas y químicas
El 1,3-nonanodiol es un líquido incoloro que tiene su punto de fusión a 44 °C (valor estimado) y su punto de ebullición a 271 °C; a una presión de solo 1,5 mmHg hierve a 123 °C.
Posee una densidad inferior a la del agua, 0,920 g/cm³, mientras que en estado gaseoso su densidad es 5,2 veces mayor que la del aire.
El valor aproximado del logaritmo de su coeficiente de reparto, logP ≃ 2,1, implica una solubilidad considerablemente mayor en disolventes apolares que en disolventes polares.

En cuanto a su reactividad, este compuesto es incompatible con agentes oxidantes.

## Síntesis y usos
El 1,3-nonanodiol se puede sintetizar por epoxidación asimétrica de Sharpless del (E)-2-nonen-1-ol, seguida de reducción con Red-Al. Se pueden preparar los dos enantiómeros de este diol a partir del correspondiente epoxi-alcohol quiral.
Asimismo, el 1,3-nonanodiol puede prepararse partiendo del alcohol ricinoleílico, el cual, en un primer paso, se convierte en el correspondeinte acetato; el diol se obtiene a partir de este último compuesto, por escisión ozonolítica con cloruro de metileno en metanol y subsiguiente tratamiento con borohidruro de sodio.
El (R)-1,3-nonanodiol puede biosintetizarse mediante la levadura Pichia farinosa IAM 4682 a partir de la (R)-2-bencilciclohexanona. El isómero (R)- se enriquece (al 94–95%) respecto a su enantiómero mediante la transesterificación enantioselectiva mediada por lipasa, que podría eliminar el isómero (S)- en forma de acetato.
A su vez, este diol se ha usado para la síntesis de 1,2,3-dioxaborinanos cíclicos y de sin-1,3-diacetoxinonano; este último compuesto se obtiene por transformación asimétrica enzimática en un proceso muy enantio-selectivo (> 99%).
El 1,3-nonanodiol es un componente de la feromona sexual de Bactrocera cucurbitae, la mosca de la fruta. Además de la citada función, parece que este diol actúa como agente disuasorio para posibles depredadores de este insecto.
Por otra parte, este compuesto tiene actividad pediculicida, ovicida y acaricida, por lo que se ha sugerido su empleo en composiciones para combatir ectoparásitos.

## Precauciones
Este compuesto puede ocasionar irritación en los ojos, la piel y el tracto respiratorio.